# 聖弗蘭西斯科德爾查尼亞爾
29°46′S 63°55′W / 29.767°S 63.917°W

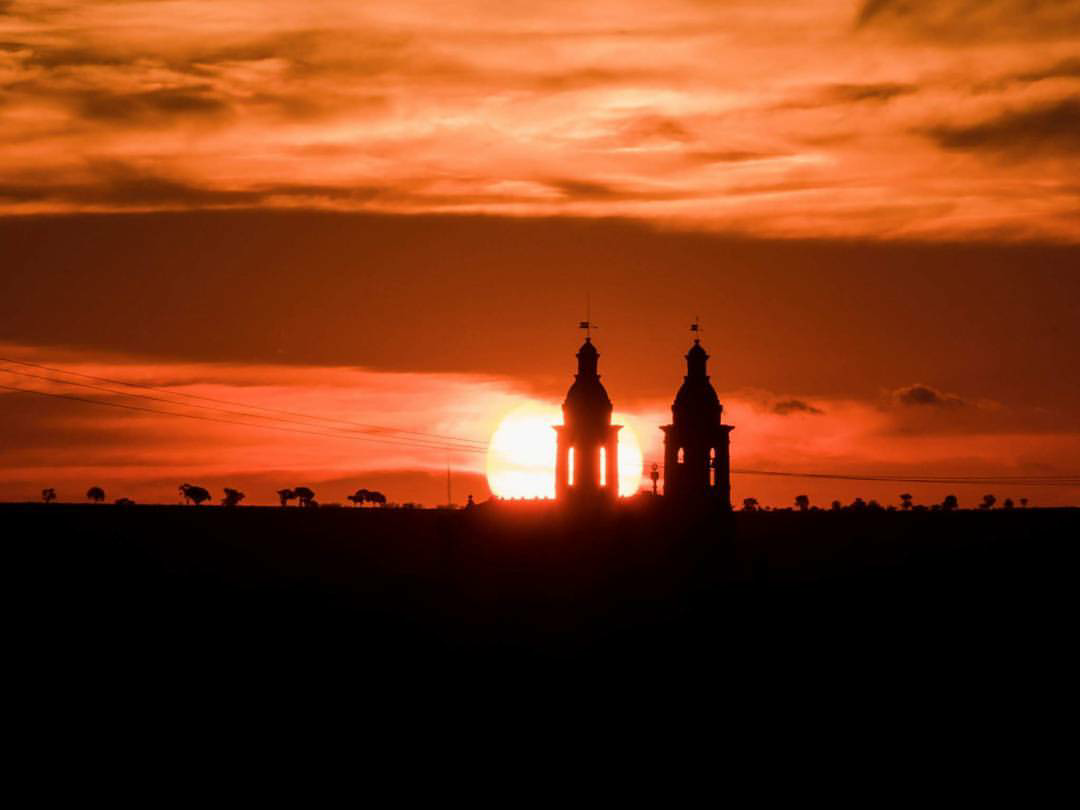
聖弗蘭西斯科德爾查尼亞爾

聖弗蘭西斯科德爾查尼亞爾（西班牙語：San Francisco del Chañar），是阿根廷的城鎮，位於該國中部科爾多瓦省，是索弗雷蒙特縣的首府，始建於1778年8月14日，海拔高度691米，2010年人口2,256。